# Дългоплоден мак
Дългоплоден мак (Papaver dubium) е вид растение от род макове, широко разпространено из Европа и Америка. Растението е декоративно, плевелно и отровно.

## Разпространение
Видът вирее в песъчливи почви без варовик.
В България е установен във всички флористични райони до 1000 метра надморска височина, в сухи и тревисти места и ниви.

## Описание
Papaver dubium е едногодишно растение, което на височина достига 60 cm.
Дава цвят в периода от късната пролет до средата на лятото, в България април - юли. Цветът е голям (30-70 mm), с четири венчелистчета, които са по-бледо розови от цветовете на близкия вид полски мак (Papaver rhoeas), най-често без черното петно в основата на венчелистчето. Цветовете могат да стигнат до бели.
Стеблото на растението обикновено е покрито с груби косъмчета, прилепнали към повърхността, което отличава вида от P. rhoeas, чиито косъмчета са перпендикулярни на стеблото. Когато тъканите на растението са наранени, те изпускат бял до жълтеникав на цвят латекс.
Плодните кутийки са без косъмчета, издължени (над два пъти по-дълги, отколкото широки) и леко изтъняващи към върха. Видът може да формира в почвата банка от семена, които могат да изчакат дълго време подходящи условия, за да поникнат.

## Галерия
- Цвят
- Бялата разновидност на цвета, снимка от България
- Плод
- Плодни кутийки